# Wojciech Zabłocki
Wojciech Mikołaj Zabłocki (6. prosince 1930 Varšava, Druhá Polská republika – 5. prosince 2020) byl polský sportovní šermíř, který se specializoval na šerm šavlí. Polsko reprezentoval v padesátých a šedesátých letech. Na olympijských hrách startoval v roce 1952, 1956, 1960 a 1964 v soutěži jednotlivců a družstev. V soutěži jednotlivců se na olympijských hrách nejlépe umístil na pátém místě v roce 1960. V roce 1961 obsadil třetí místo na mistrovství světa v soutěži jednotlivců. S polským družstvem šavlistů vybojoval dvě stříbrné (1956, 1960) a jednu bronzovou (1964) olympijskou medaili a k olympijským medailím přidal s družstvem čtyři tituly mistra světa z let 1959, 1961, 1962 a 1963.